# Devil's Gate 220
Devil's Gate 220 est une réserve indienne de la Première Nation crie de Mikisew située en Alberta au Canada.

## Géographie
Devil's Gate 220 est située à 10 km au nord de Fort Chipewyan en Alberta. La réserve couvre une superficie de 819,1 hectares. Elle est inhabitée.